# کارت‌خوان

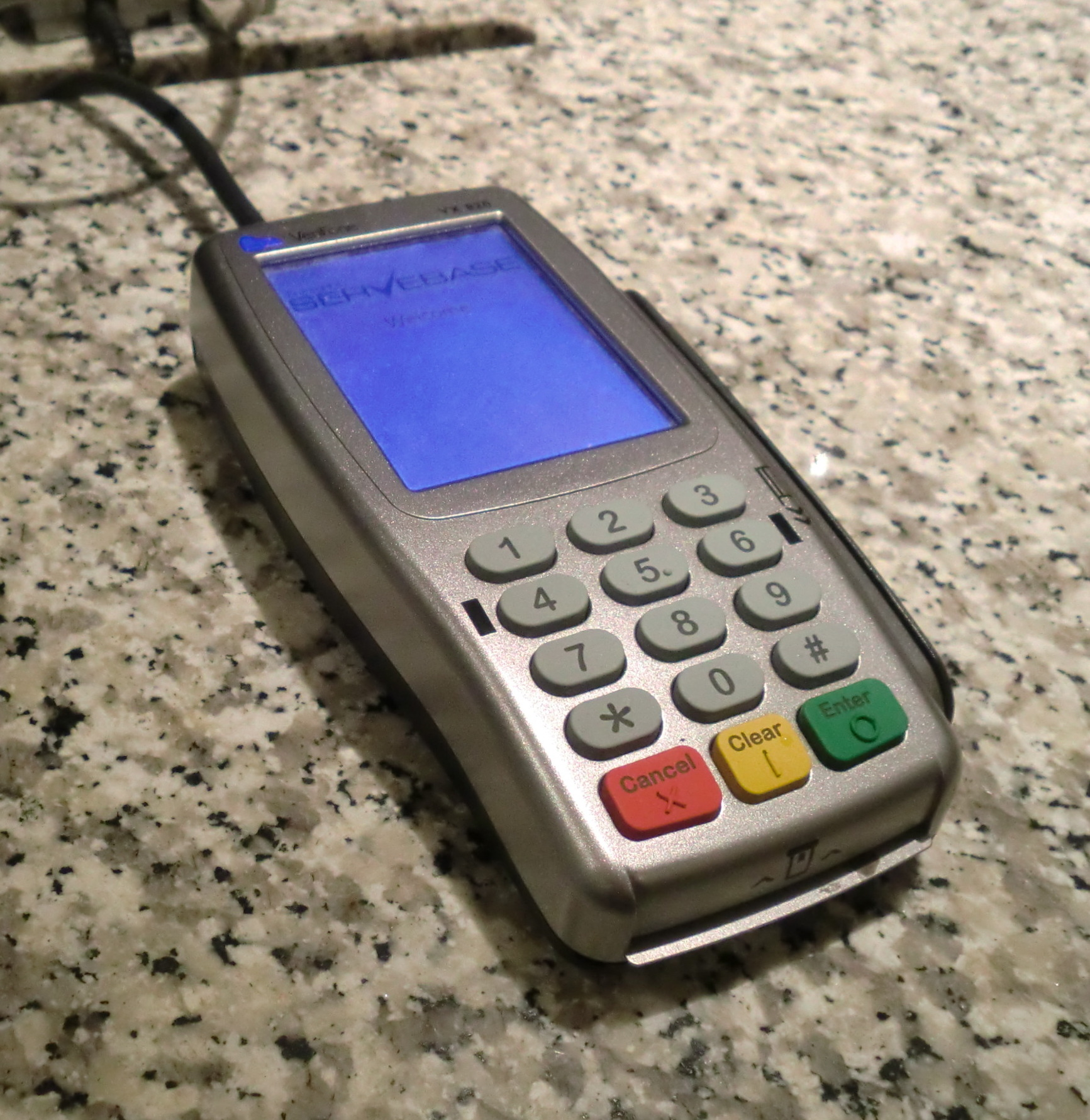
یک دستگاه کارت‌خوان

کارت‌خوان که در فرهنگستان زبان فارسی با عنوان کارت‌خوان پردازه ترجمه شده، وسیله‌ای است که از آن برای ایجاد تراکنش الکترونیکی به‌منظور پرداخت با کارت اعتباری استفاده می‌شود. بیشتر کارت‌خوان‌ها از خط تلفن، اترنت، یا اینترنت وای-فای و در بعضی از دستگاه‌ها از طریق بستر GPRS برای انتقال داده استفاده می‌کنند.انتقالی که به موجب آن روش‌های داد و ستد را برا عموم کاربران آسان نموده و علاوه بر مزیت‌های اقتصادی که برای دولت‌ها و حکومت‌ها به همراه دارد برای استفاده‌کنندگان نیز بسیار این امر را آسان نموده و در معاملات بازارها سرعت بخشیده هر چند تمامی این فرایند نیاز به بستر سازی برنامه‌ریزی و ایجاد بستری امن دارد که تمام این اقدامات در چهارچوب قوانین که از سوی بانک‌های مرکزی حکومت‌ها و دولت‌ها اتخاذ می‌گردد انجام می‌شود . 

## تاریخچه
در سال ۱۹۷۹ امکان کارت مغناطیسی برای نخستین بار به کارت‌های اعتباری افزوده شد. وریفون یکی از نخستین کارخانه‌هایی بود که در ۱۹۸۳ میلادی کارت‌خوان‌هایی را تولید کرد که شکل استاندارد امروزی دستگاه‌های کارت‌خوان را داشتند. جورج والنر اهل مجارستان، در ۱۹۸۲ میلادی تولید دستگاه‌های کارت‌خوان را آغاز کرد و موفق شد در ۱۹۸۸ با آمریکن اکسپرس قراردادی را امضا کند تا دستگاه‌هایش را در ایالات متحده آمریکا عرضه نماید. بعدها شرکت او با شرکت آمریکایی وریفون وارد رقابت نزدیکی شد.